# Pietro Alesi
Pietro Alesi (Montelibretti, 6 febbraio 1962) è un carabiniere italiano, insignito di medaglia d'oro al valor civile.

## Biografia
Il Maresciallo Capo Pietro Alesi era in servizio nell'Arma dei Carabinieri di Montefiascone (VT) quando, il 27 agosto 2002, intervenne presso un'abitazione insieme ad altro personale dell'Arma poiché una persona in preda a crisi nervosa aveva esploso numerosi colpi d'arma da fuoco verso cittadini e Carabinieri. Nel momento in cui un altro militare era stato ferito dallo squilibrato, il Maresciallo Capo Alesi si lanciò verso il collega per prestargli un primo soccorso e sottrarlo all'azione di fuoco. In tale operazione anch'egli fu colpito da un colpo di fucile che gli causò gravissime lesioni, venendo poi ricoverato in ospedale. La medaglia d'oro al valor civile fu consegnata il 15 giugno 2004 al Maresciallo Capo Alesi nel corso della cerimonia di celebrazione del 190º anniversario di fondazione dell'Arma dei Carabinieri da parte del Presidente della repubblica Carlo Azeglio Ciampi.